# Аламанов Баян
Баян Аламанов (1915, село Денисовка, тепер село Бірлік Исик-Атинського району Чуйської області, Киргизстан — 1985, місто Фрунзе, тепер Бішкек, Киргизстан) — радянський киргизький державний діяч, 1-й секретар Джалал-Абадського та Іссик-Кульського обласних комітетів КП Киргизії, голова Киргизької республіканської ради профспілок. Депутат Верховної ради Киргизької РСР 2—3-го та 5—6-го скликань. Депутат Верховної ради СРСР 4-го скликання. Доктор економічних наук (1978).

## Життєпис
Народився в родині наймита. У ранньому дитинстві втратив батьків, до одинадцятирічного віку виховувався в родичів, а з 1926 по 1930 рік — у дитячому будинку міста Токмак Киргизької АРСР.
У 1930—1932 роках — учень Киргизького педагогічного технікуму в місті Фрунзе.
У 1932—1939 роках працював вчителем, займав посади в земельних і фінансових органах Киргизької РСР.
Член ВКП(б) з квітня 1939 року.
У 1939—1944 роках — завідувач організаційно-інструкторського відділу Таласького районного комітету КП(б) Киргизії; заступник завідувача організаційно-інструкторського відділу Фрунзенського обласного комітету КП(б) Киргизії; завідувач організаційно-інструкторського відділу Тянь-Шаньського обласного комітету КП(б) Киргизії; 1-й секретар Кочкорського районного комітету КП(б) Киргизії; завідувач організаційно-інструкторського відділу Чуйського районного комітету КП(б) Киргизії; секретар Бистровського районного комітету КП(б) Киргизії.
У червні 1944 — 1946 року — 3-й секретар Фрунзенського міського комітету КП(б) Киргизії.
У 1946—1948 роках — заступник завідувача відділу кадрів ЦК КП(б) Киргизії.
У 1948—1951 роках — завідувача відділу планово-фінансових і торгових органів ЦК КП(б) Киргизії.
У 1951 році закінчив заочне відділення Вищої партійної школи при ЦК ВКП(б).
У лютому 1951—1955 роках — 1-й секретар Джалал-Абадського обласного комітету КП Киргизії.
У 1955—1959 роках — 1-й секретар Іссик-Кульського обласного комітету КП Киргизії.
У 1959—1962 роках — голова Киргизької республіканської ради професійних спілок.
У 1962—1963 роках — голова виконавчого комітету Фрунзенської міської ради депутатів трудящих.
У 1963—1965 роках — директор Киргизького науково-дослідного інституту тваринництва та ветеринарії.
У 1965—1985 роках — старший науковий співробітник, завідувач сектору Інституту економіки Академії наук Киргизької РСР.
У 1978 році захистив докторську дисертацію на тему «Закономірності відтворення та проблеми підвищення ефективності використання основних виробничих фондів у колгоспах Киргизької РСР». Автор книг: «Економіка вівчарства Приіссикуля» (Фрунзе, 1960), «Відтворення основних фондів у колгоспах Киргизької РСР» (Фрунзе, 1979).
Помер у 1985 році.

## Нагороди
- орден Леніна
- два ордени Трудового Червоного Прапора
- медаль «За доблесну працю у Великій Вітчизняній війні 1941—1945 рр.»
- медалі
- Почесна грамота Президії Верховної ради Киргизької РСР